# Barok (rejon homelski)
Barok (biał. Барок; ros. Борок, Borok) – osiedle na Białorusi, w obwodzie homelskim, w rejonie homelskim, w sielsowiecie Uryckaje.
W pobliżu znajduje się węzeł dróg magistralnych M5 i M8.